# Dmytro Char´ko
Dmytro Anatolijowycz Char´ko (ukr. Дмитро Анатолійович Харько; ur. 11 czerwca 1979) – ukraiński zapaśnik walczący w stylu klasycznym. Zajął piąte miejsce na mistrzostwach Europy w 2012. Trzeci w Pucharze Świata w 2005 roku.